# Dely Brahim
Dely Brahim este un oraș din Algeria. Aici se află un cimitir militar sârbesc, construit între 1916 și 1919.